# Catephia cryptodisca
Catephia cryptodisca là một loài bướm đêm trong họ Erebidae.